# Esgrima nos Jogos Olímpicos de Verão da Juventude de 2014 - Espada rapazes
As competições de espada individual masculina da esgrima nos Jogos Olímpicos de Verão de Verão da Juventude de 2014 foram disputadas a 18 de Agosto no Centro Internacional de Exposições de Nanquim em Nanquim, China. Patrik Sztergalyos foi Ouro para a Hungria, superando o sueco Linus Islas Flygare que foi Prata. A medalha de Bronze foi ganha por Ivan Limarev da Rússia.

## Medalhistas
| Ouro   | HUN Patrik Sztergalyos  |
| Prata  | SWE Linus Islas Flygare |
| Bronze | RUS Ivan Limarev        |

## Resultados

### Finais
|  | Semifinais              | Semifinais             |    |                | Final                   | Final |  |
|  |                         |                        |    |                |                         |       |  |
|  |                         |                        |    |                |                         |       |  |
|  | USA Justin Yoo          | 9                      |    |                |                         |       |  |
|  | SWE Linus Islas Flygare | 15                     |    |                |                         |       |  |
|  |                         |                        |    |                |                         |       |  |
|  |                         |                        |    |                |                         |       |  |
|  |                         |                        |    |                | SWE Linus Islas Flygare | 8     |  |
|  |                         | HUN Patrik Sztergalyos | 15 |                |                         |       |  |
|  |                         |                        |    |                |                         |       |  |
|  |                         |                        |    |                |                         |       |  |
|  |                         |                        |    |                | Disputa pelo bronze     |       |  |
|  |                         |                        |    |                |                         |       |  |
|  | RUS Ivan Limarev        | 5                      |    | USA Justin Yoo | 14                      |       |  |
|  | HUN Patrik Sztergalyos  | 15                     |    |                | RUS Ivan Limarev        | 15    |  |